# Бебецу (гора)
Токачі (вулканічна група)
Гора Бебецу (яп. ベベツ岳, Bebetsu-dake) — гора, розташована на острові Хоккайдо, Японія. Є частиною вулканічної групи Токачі.